# Single malt whisky
Pour les articles homonymes, voir Single.

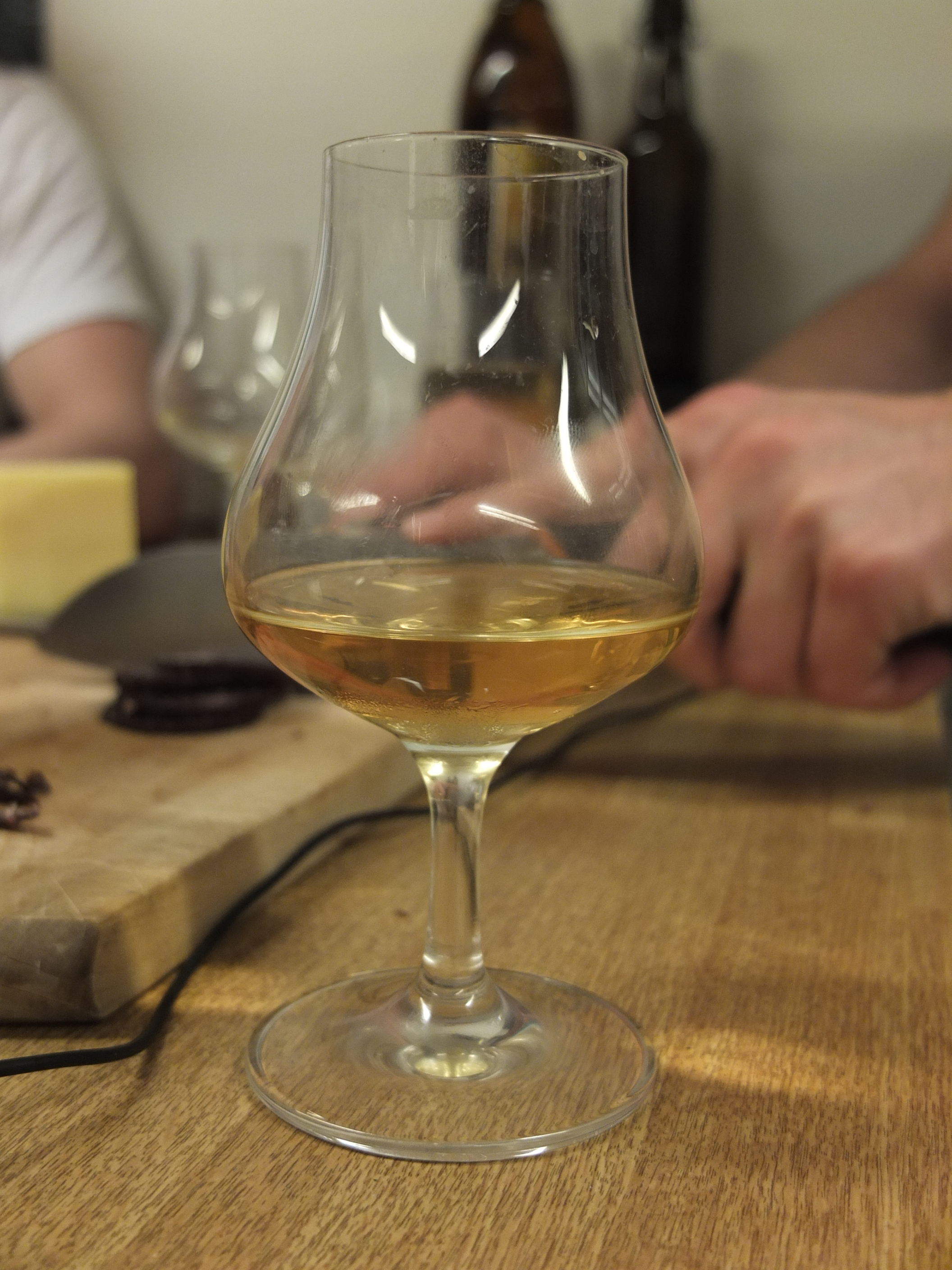
Un verre de single malt whisky.

Le Single Malt Whisky ou Single Malt Whiskey (on trouve les deux orthographes selon le pays de production) est un whisky issu d'une unique (single) distillerie. Il est distillé exclusivement à partir de la fermentation d'orge maltée, par distillation discontinue simple.
Le plus connu est le Scotch Whisky Single Malt, obtenu à partir d'orge maltée et issu d'une même distillerie, distillé au minimum deux fois dans des alambics de cuivre, titrant un minimum de 40 % d'alcool par volume, vieilli obligatoirement en fût (généralement de chêne) pendant un minimum de trois ans et exclusivement en Écosse d'où son appellation de Scotch.
Les Single Malts issus d'un seul fût de vieillissement portent le nom de single cask (« un seul fût ») et sont généralement embouteillés au degré naturel (par exemple 51,4% d'alcool par volume pour le Balvenie Single Barrel quinze ans). Les single casks sont particulièrement appréciés des amateurs éclairés et connaisseurs.
La France est le premier consommateur mondial de Single Malts.